# The Boys in the Band (film 2020)
The Boys in the Band è un film del 2020 diretto da Joe Mantello, tratto dall'omonimo dramma di Mart Crowley.
Mantello aveva precedentemente diretto la pièce a Broadway con il medesimo cast nel 2018, vincendo il Tony Award al miglior revival di un'opera teatrale. L'opera di Crowley era già stata adattata per il cinema nel 1970 nel film Festa per il compleanno del caro amico Harold, uno delle prime pellicole hollywoodiane a trattare la tematica dell'omosessualità.

## Trama
In un appartamento di New York sei amici, tutti omosessuali, si riuniscono per celebrare il compleanno di uno di loro, Harold. Il padrone di casa, Michael, riceve però poco prima della festa una telefonata da un vecchio amico del college, che lo conosce come eterosessuale, che si presenta improvvisamente tra gli invitati. Più passa il tempo più i sette uomini si ubriacano e si scambiano battute sempre più feroci, al limite del crudele. Alla fine gli uomini si sfidano in un gioco in cui ognuno deve telefonare a una persona che conosce e confessarle che la ama. Questo gioco mette a nudo il passato tormentato e i segreti di ognuno.

## Produzione

### Sviluppo
Il 18 aprile 2019 il produttore Ryan Murphy annunciò su Instagram che The Boys in the Band sarebbe stato adattato in un film prodotto e distribuito da Netflix, come parte del suo accordo da trecento milioni di dollari con la piattaforma digitale. Murphy aveva precedentemente prodotto il revival di Broadway del dramma nel 2018, confermando allo stesso tempo che sia Mantello che il cast dell'opera teatrale avrebbero ripreso i rispettivi ruoli come regista e interpreti del film. Come l'allestimento teatrale su cui è basato, il cast è composto interamente da attori omosessuali.

### Riprese
Le riprese sono state effettuale a New York a partire dal luglio 2019.

## Promozione
Il primo trailer del film è stato distribuito da Netflix il 2 settembre 2020.

## Distribuzione
Il 21 agosto 2020 è stato annunciato che il film sarebbe stato disponibile su Netflix a partire dal 30 settembre dello stesso anno.